# تيري دير
تيري دير (بالإنجليزية: Terri Dwyer)‏ هي ممثلة بريطانية، ولدت في 31 يوليو 1973 في Syston ‏ في المملكة المتحدة.

## وصلات خارجية
- تيري دير على موقع IMDb (الإنجليزية)
- تيري دير على موقع ميوزك برينز (الإنجليزية)
- تيري دير على موقع قاعدة بيانات الفيلم (الإنجليزية)